# Ceratopogon quadrimaculatus
Ceratopogon quadrimaculatus är en tvåvingeart som först beskrevs av Gabriel Strobl 1906.  Ceratopogon quadrimaculatus ingår i släktet Ceratopogon och familjen svidknott.
Artens utbredningsområde är Spanien. Inga underarter finns listade i Catalogue of Life.